# AGO C.I-III

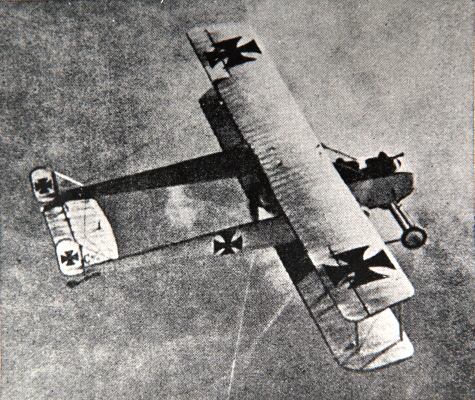
AGO C.II Doppeldecker mit Doppelrumpf (1915)

Die Doppeldecker AGO C.I, C.II und C.III waren bewaffnete Aufklärungsflugzeuge der deutschen Fliegertruppe im Ersten Weltkrieg. Sie wurden von den AGO Flugzeugwerken hergestellt und besaßen einen Antrieb mit Druckpropeller.

## Entwicklung
Der Schweizer Konstrukteur August Haefeli entwickelte für den im Sommer 1914 geplanten zweiten Seeflugwettbewerb in Warnemünde ein Flugzeug mit Druckpropeller auf Schwimmern. Das fertige Wasserflugzeug wurde in Warnemünde eingeflogen. Beim Ausbruch des Ersten Weltkriegs beschlagnahmte die Kaiserliche Marine sämtliche Flugzeuge, die auf dem Stützpunkt Hohe Düne vorhanden waren, Haefeli verließ Deutschland und versah seinen Dienst bei der Schweizer Armee. 
Aus einem bereits vorliegendem Entwurf von Haefeli entstand bei AGO nach Kriegsbeginn das Landflugzeug AGO C.I (Werksbezeichnung DH6). Besatzung und Motor mit H&Z-Seitenkühler waren gemeinsam in einer Gondel untergebracht, der Beobachter saß vor dem Piloten und verfügte über ein MG. Rechts und links dieser Gondel trugen je zwei Holme mit ovalem Querschnitt das Heckleitwerk. Der Doppeldecker war dreistielig verstrebt und besaß ein vierrädriges Fahrgestell.
Unter der Bezeichnung AGO C.I W entstand auch ein Prototyp mit Schwimmern für die Marine.
In leicht abgewandelter Form produzierten die Otto-Werke in München ebenfalls eine C.I.
Konstrukteur Haefli verkaufte seinen Entwurf für das Flugzeug in der Schweiz an die Eidgenössische Konstruktionswerkstätte (K+W), dort entstand unter seiner Leitung ab Mai 1915 die Häfeli DH-1.
Mitte 1915 sollte die AGO C.II (Werksbezeichnung DH7) die C.I ersetzen. Bis auf geringfügige Anpassungen blieb die Konstruktion unverändert. Modifikationen betrafen den Motor, der nun einen Flügelkühler besaß, außerdem waren einige aerodynamische Verbesserungen vorgenommen worden. Die Verstrebung blieb dreistielig. Bei einigen Exemplaren wurde zudem auf die Bugräder verzichtet. Auch von der C.II wurde eine Maschine mit Schwimmern, vergrößerter Spannweite und Flügelfläche gebaut, um sie unter der Bezeichnung AGO C.II W an die Kaiserliche Marine zu liefern.
Als letztes Baumuster gleichen Konstruktionstyps folgte Ende 1915 die AGO C.III als verkleinerte Variante der C.II, mit dem Prototypen wurden nur wenige Probeflüge unternommen, Bauaufträge blieben aus.

## Einsatz
Die C.I wurde ab Juni 1915 in geringer Stückzahl zu den Feldfliegerabteilungen an der Westfront geliefert, noch im Sommer gefolgt von der C.II. Diese hatte eine große Reichweite und blieb, da sie bei den Piloten als schnell und wendig beliebt war, bis in das Jahr 1917 im Einsatz.
Neben den Otto C-Typen blieben die AGO C.I–III die einzigen Druckpropeller-Zweisitzer, die auf deutscher Seite zum Einsatz kamen – im Gegensatz zu den Alliierten, die zahlreiche Flugzeuge dieses Konstruktionsprinzips verwendeten. Auch die Firmen Euler und Schwade hatten noch 1914 mit MG-bewehrten Druckpropellerflugzeugen experimentiert, die als Kampfflugzeuge mit einem nach vorn gerichteten MG ausgerüstet waren. Die Schwade C.I mit Stahlgondel und die beiden Euler-Kampfflugzeuge (eine einsitzige Version mit einem und eine zweisitzige Version mit zwei MG) kamen jedoch nicht zum Einsatz. So waren die AGO-C-Typen Mitte 1915 die einzigen zweisitzigen Aufklärungsflugzeuge auf deutscher Seite mit nach vorn wirkendem, also offensiv einsetzbarem MG.

## Technische Daten AGO C.I–III
| Kenngröße                   | AGO C.I                         | AGO C.I                            | AGO C.I W                       | AGO C.II                          | AGO C.II W                     | AGO C.III                         |
| --------------------------- | ------------------------------- | ---------------------------------- | ------------------------------- | --------------------------------- | ------------------------------ | --------------------------------- |
| Baujahr                     | 1915                            | 1915                               | 1915                            | 1915                              | 1916                           | 1915/16                           |
| Einsatzzweck                | Aufklärer                       | Aufklärer                          | Seeaufklärer                    | Aufklärer/Bomber                  | Seeaufklärer                   | Aufklärer, Bomber                 |
| Besatzung                   | 2                               | 2                                  | 2                               | 2                                 | 2                              | 2                                 |
| Länge                       | 9,84 m                          | 9,00 m                             | 10,40 m                         | 9,84 m                            | 11,24 m                        | 7,00 m                            |
| Spannweite                  | 14,48 m                         | 15,00 m                            | 14,48 m                         |                                   | 18,30 m                        | 11,00 m                           |
| Höhe                        | 3,50 m                          | 3,50 m                             |                                 | 3,50 m                            | 3,58 m                         |                                   |
| Flügelfläche                | 40,00 m²                        | 41,50 m²                           |                                 | 40,00 m²                          | 59,00 m²                       |                                   |
| Leermasse                   | 800 kg                          |                                    |                                 | 1360 kg                           | 1316 kg                        |                                   |
| Startmasse                  | 1320 kg                         |                                    |                                 | 1946 kg                           | 1946 kg                        |                                   |
| wassergekühlter Reihenmotor | Benz Bz III 150 PS (ca. 110 kW) | Mercedes D III 160 PS (ca. 120 kW) | Benz Bz III 150 PS (ca. 110 kW) | Mercedes D IV 220 PS (ca. 160 kW) | Benz Bz IV 200 PS (ca. 150 kW) | Mercedes D IV 220 PS (ca. 160 kW) |
| Höchstgeschwindigkeit       | 145 km/h in NN                  | 140 km/h in NN                     |                                 | 145 km/h in NN                    | 137 km/h in NN                 |                                   |
| Steigzeit auf 1000 m        | 7 min                           |                                    |                                 |                                   | 8,5 min                        |                                   |
| Steigzeit auf 2000 m        | 16 min                          |                                    |                                 |                                   | 19 min                         |                                   |
| Steigzeit auf 3000 m        | 30 min                          |                                    |                                 |                                   | 36,5 min                       |                                   |
| Dienstgipfelhöhe            | 4500 m                          | 4800 m                             |                                 | 4500 m                            |                                |                                   |
| Reichweite                  | 500 km                          | 480 km                             |                                 | 580 km                            |                                |                                   |
| Flugdauer                   | 4 h                             |                                    |                                 |                                   | 5,5 h                          |                                   |
| Bewaffnung                  | ein 7,92-mm-Parabellum-MG       | ein 7,92-mm-Parabellum-MG          | ein 7,92-mm-Parabellum-MG       | ein 7,92-mm-Parabellum-MG         | ein 7,92-mm-Parabellum-MG      | ein 7,92-mm-Parabellum-MG         |

## Galerie

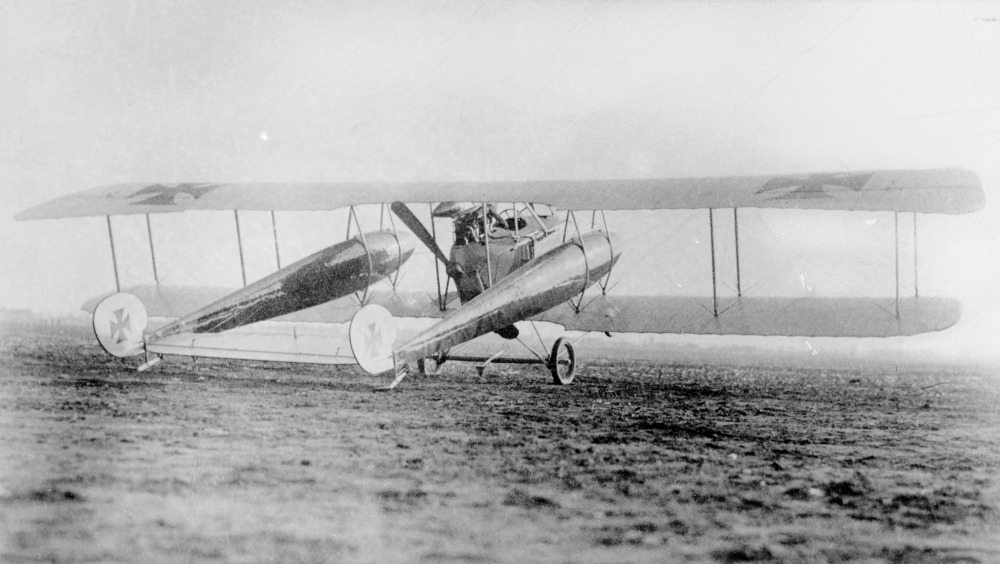
AGO C.I (1915)
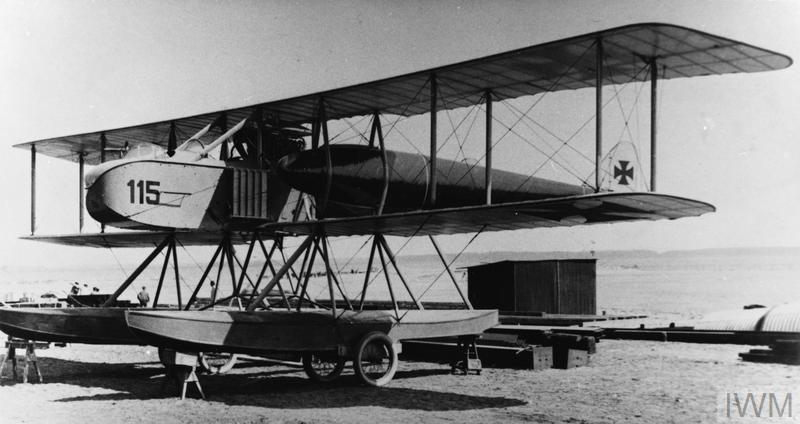
AGO C.I W (1915)
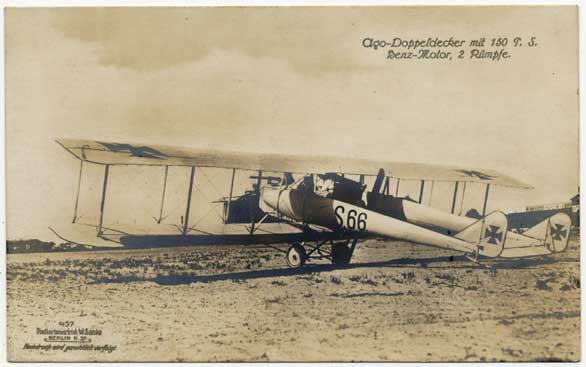
AGO C.II des Freiwilligen Marine-Fliegerkorps (1915)
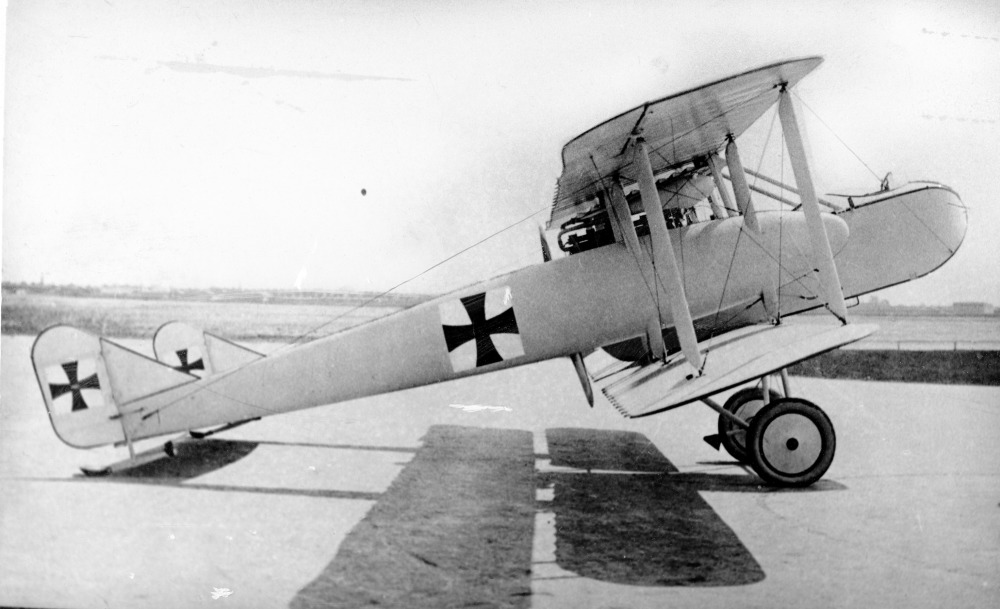
AGO C.III (1915)